# Krasnogorsk, Regiunea Moscova
Krasnogorsk (ru. Красногорск) este un oraș din Regiunea Moscova, Federația Rusă și are o populație de 92.545 locuitori.